# Cal Tabaqueru
Cal Tabaqueru és una casa dels Prats de Rei (Anoia) inclosa a l'Inventari del Patrimoni Arquitectònic de Catalunya.

## Descripció
Aquest casal gòtic, que ha estat bastant reformat, conserva encara interessants elements de façana d'època gòtica com són el doble finestral de dos arcs mono-lobulats separats per una fina columna (que sembla restaurada o còpia), tot realitzat en pedra.
La porta, lleugerament apuntada, ha estat parcialment tapiada (a la part superior). A l'angle es conserva una teiera de ferro.

## Història
Segles XV-XVI.